# Место дуэли Лермонтова
Место дуэли М. Ю. Лермонтова представляет собой поляну на северо-западном склоне горы Машук, на которой 15 (27) июля 1841 года погиб великий русский поэт. Отмечено обелиском. Входит в комплекс сооружений Государственного музея-заповедника М. Ю. Лермонтова и является одной из важных достопримечательностей города Пятигорска.
Постановлением Совета Министров РСФСР № 1327 от 30.08.1960 г. место дуэли поэта отнесено к числу объектов культурного наследия федерального значения.

## История
18 февраля 1840 года состоялась дуэль М. Ю. Лермонтова с Э. де Барантом, за которую поэт был арестован и предан военному суду. Суд вынес решение о трёхмесячном содержании Лермонтова в крепости с последующим направлением в один из армейских полков. Но Николай I ограничил наказание ссылкой на Кавказ, в Тенгинский пехотный полк, сражавшийся с горцами на самом опасном участке военных действий. По пути к месту службы Лермонтов заехал в Пятигорск для лечения. Здесь 15 июля 1841 года состоялась его дуэль с Н. С. Мартыновым. Местом её проведения была выбрана небольшая поляна в четырёх верстах от города — у дороги, ведущей в Николаевскую колонию (ныне Иноземцево). Поэт был убит выстрелом в грудь навылет.
На месте дуэли в разные годы устанавливались временные памятники.
15/28 июля 1901 года, в 60-ю годовщину гибели поэта, был открыт временный памятник (разрушен в 1907 году) на месте дуэли по проекту главного архитектора КМВ И.И. Байкова. Памятник - дощатое оштукатуренное сооружение в виде высокой полукруглой ограды, состоящей из прямоугольных столбов, украшенных лепными венками и рельефами. На пятиметровой тумбе - гипсовый бюст поэта, изваянный скульптором Л.К.Шодким. На концах ограды установлены высокие металлические курильницы. На памятнике была надпись: «Здесь погиб на поединке Михаил Юрьевич Лермонтов. 15 июля 1841 года. 1901 г.». На открытие памятника собралось до 10 тысяч человек.
В 1913 году было решено установить к 100-летию со дня рождения М. Ю. Лермонтова постоянный монумент. Автором проекта стал скульптор Борис Микешин. Он не успел завершить работу к намеченной дате (12 июля 1914 года), так как был занят созданием памятника Лермонтову в Санкт-Петербурге. Ограду вокруг памятника спроектировали петербургские скульпторы Л. А. Дитрих и В. В. Козлов, о чём Б. М. Микешин не был поставлен в известность. Скульптор заявил, что эта ограда разрушает его первоначальный замысел и на открытие памятника, состоявшееся в середине октября 1915 года (по другим данным 27 июля), не явился. Особых торжеств по случаю открытия не устраивали, потому что шла Первая мировая война.
В конце 1950-х — начале 1960-х годов XX века, когда Пятигорск быстро расширялся, место дуэли М. Ю. Лермонтова вошло в городскую черту. Оно расположено в нескольких сотнях метров от железнодорожной станции Лермонтовская (микрорайон Белая Ромашка).

## Описание
Обелиск имеет классическую пирамидальную форму. Изготовлен из кисловодского доломита. В центре обелиска, в круглой нише, установлен бронзовый бюст М. Ю. Лермонтова в форме офицера Тенгинского пехотного полка. Под нишей начертаны имя поэта и годы его жизни. Обелиск окружён квадратной оградой из тяжёлых металлических цепей. По всем сторонам ограды расположены бетонные столбики с округлыми кончиками. Существует мнение, что форма столбиков символизирует пули, хотя на самом деле во времена Лермонтова пистолетные пули имели вид шариков. На каждом из четырёх углов ограды восседают бетонные грифы.